# Алуксне
Вижте пояснителната страница за други значения на Алуксне.
Алуксне (на латвийски: Alūksne) е град в североизточна Латвия, намиращ се в историческата област Видземе. Градът е административен център на район Алуксне. Алуксне е основен център на латгалийското малцинство в Латвия.

## История
Регионът около езерото Алуксне е първоначално заселен от финско говорещи племена, а в периода 8-12 век от латгали. Първото споменаване на града е през 1284 в хрониките на руския град Псков, който се намира сравнително близо до Латвия. По това време градът е познат с няколко различни имена: Олиста, Алист и Волист. Сегашното име на града Алуксне произлиза от латгалийската дума „olūksna“, която означава пролет в гората.
През 1342 рицарите от Ливонския орден завладяват латгалийците, след което построяват замъка Мариенбург, разположен на остров в едноименното езеро до Алуксне. Основната задача на замъка е да охранява пътищата между Рига и Псков. Около твърдината се развива град, който също носи името Мариенбург.
По време на Ливонската война Иван Грозни завладява Мариенбург през 1560. През 1582 това градът става част от полско-латвийския Жечпосполита. Градът е завалядян от Шведската империя през 1629.
Ернст Глюк, лутерански свещеник и първият човек превел Библията на латвийски, основава първото латвийско езиково училище във Видземе през 1683. Сега това училище е превърнато в градския музей в Алуксне. През 1702 по време на Великата северна война руската армия начело с Шереметиев превзема града. Руснаците унищожават почти целия град и депортират всичките му жители, сред които Глюк и помощничката му Марта Скавронска, която ще стане императрица Екатерина I.

## Забележителности
- Новият замък Мариенбург
- Къщата музей на Ернст Глюк
- Лутеранската цурква
- Теснолинейката свързваща Алуксне с Гулбене

## Побратимени градове
- Биненмаас, Холандия
- Сундбюбери, Швеция
- Куопио, Финландия
- Въру, Естония